# (11066) Sigurd
(11066) Sigurd ist ein erdnaher Asteroid (Planetoid) vom Apollo-Typ. Dies sind Himmelskörper, deren Bahn die Erdbahn kreuzen kann.
Der Asteroid wurde am 9. Februar 1992 von C. S. und E. M. Shoemaker am Palomar-Observatorium entdeckt und wurde am 23. Mai 2000 nach Sigurd, einem Helden aus der nordischen Mythologie (Edda, Völsunga saga) benannt.
Sigurd ist ein Asteroid des Spektral-Typs K.